# Arnold Spoelplein (sneltramhalte)
Arnold Spoelplein is een sneltramhalte van RandstadRail aan het Arnold Spoelplein, tot 1934 Dorpsplein, in de Haagse wijk Loosduinen en is het westelijke eindpunt van RandstadRail 3. De halte is een kopeindpunt met een eilandperron en daarachter bevindt zich een uitloopspoor. Van 15 september 1985 tot 28 augustus 2006 lag op deze plaats de gelijknamige halte en keerlus van tram 3.  
Arnold Spoelplein ·
Pisuissestraat ·
Mozartlaan ·
Heliotrooplaan ·
Muurbloemweg ·
Hoefbladlaan ·
De Savornin Lohmanplein ·
Appelstraat ·
Zonnebloemstraat ·
Azaleaplein ·
Goudenregenstraat ·
Fahrenheitstraat ·
Valkenbosplein ·
Conradkade ·
Van Speijkstraat ·
Elandstraat ·
HMC Westeinde ·
Brouwersgracht ·
Grote Markt ·
Spui ·
Centraal Station (NS) ·
Beatrixkwartier ·
Laan van NOI (NS) ·
Voorburg 't Loo ·
Leidschendam-Voorburg ·
Forepark ·
Leidschenveen ·
Voorweg Laag ·
Centrum-West ·
Stadhuis ·
Palenstein ·
Seghwaert ·
Leidsewallen ·
De Leyens ·
Buytenwegh ·
Voorweg Hoog ·
Meerzicht ·
Driemanspolder (NS) ·
Delftsewallen ·
Dorp ·
Centrum-West